# 린커우역 (헤이룽장성)
린커우역(중국어: 林口站, 림구역) 중국 헤이룽장성 무단장시 린커우현 린커우진에 위치한 철도역으로, 1936년부터 하얼빈 철로국의 관할하에 있다.

## 인근 역세권
- 중국건설은행 린커우역앞 지사
- 비하이란톈(碧海蓝天) 쇼핑 광장
- 중국농업은행 린커우 지점
- 린커우현 린커우 지세국
- 린커우현 교통국
- 린커우현 도서관
- 바이후이 비즈니스 호텔(百惠商务宾馆)
- 중국우편저축은행 역전거리 지점

## 역사
- 1936년 건립.